# Carte prépayée
 (octobre 2023).

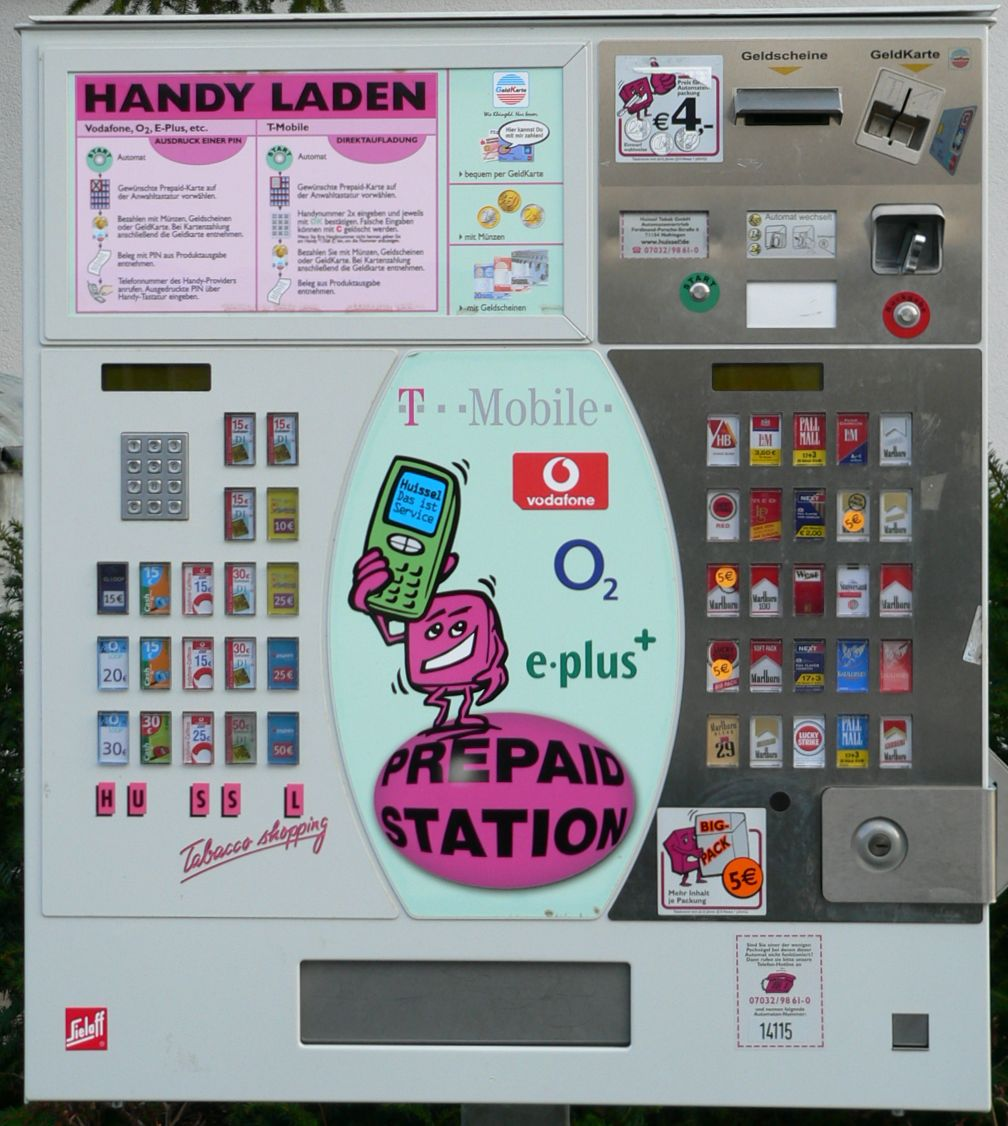
Distributeur de cartes téléphoniques prépayées en Allemagne

Une carte prépayée est un instrument de paiement, permettant l'accès à des services dont les plus populaires sont :
- les services de téléphonie (mobile ou fixe) ; la carte prépayée évite d'avoir à souscrire un abonnement dans le temps. Elles sont destinées à des clients utilisant leur téléphone mobile, et le plus souvent pour recevoir des appels ;
- les jeux en ligne payants, notamment le poker en ligne ou encore les jeux en ligne massivement multijoueur, pour permettre aux joueurs de jouer sans payer d'abonnement mensuel;
- les cartes cadeaux, qui permettent d'offrir une somme d'argent sous une forme plus séduisante qu'un simple billet.
- les cartes de paiement (rechargeables ou non), qui permettent de disposer d'un moyen de paiement électronique utilisable dans les réseaux Visa ou Mastercard, sans ouverture de compte bancaire.

Les cartes prépayées stockent le plus souvent de la monnaie électronique.

## Carte de paiement prépayée
Aussi appelée coupon PCS (de l'anglais : prepaid cash service), la carte de paiement prépayée est utilisée par les escrocs, en raison de son absence de traçabilité. Elle est aussi utilisée en prison, où l'argent est interdit.

## Cartes bancaires prépayées
Très en vogue dans les pays anglo-saxons, la carte bancaire prépayée Visa ou Mastercard est une version améliorée du porte-monnaie électronique.[réf. souhaitée] La seconde directive européenne sur la monnaie électronique qui a été transposée début 2013 dans la loi française, accorde une large part à ce type de produit financier.
Ce type de carte de paiement est assez comparable à une carte bancaire de débit classique.

## Évolution des cartes prépayées
Les cartes prépayées pour la téléphonie étaient très populaires entre 2000 et le début des années 2010. Depuis, le développement des smartphones et des forfaits mobiles illimités ont fait chuter les ventes en Europe. Toutefois, les cartes prépayées sont encore utilisées aujourd'hui pour passer des appels internationaux vers des pays hors de l'Union européenne, quand les forfaits mobiles illimités n'incluent pas les appels hors UE.